# Full Speed Ahead
Full Speed Ahead es el último álbum de estudio de larga duración de la banda D.R.I. lanzado hasta la fecha. El álbum fue recibido con críticas mixtas y no tuvo éxito comercial. Tras sacar el disco, la banda decidió no volver a sacar nuevo material. Sin embargo, el grupo lanzó en 2003 un nuevo tema titulado "Against Me".

## Temas
1. "Problem Addict" – 1:39
2. "I'm the Liar" – 4:13
3. "Under the Overpass" – 3:24
4. "They Don't Care" – 4:53
5. "Drawn and Quartered" – 2:30
6. "No End" – 3:33
7. "Wages of Sin" – 2:15
8. "Syringes in the Sandbox" – 3:40
9. "Who Am I?" – 0:47
10. "Girl With a Gun" – 4:29
11. "Dead Meat" – 4:03
12. "Down to the Wire" – 3:14
13. "Level 7" – 3:29
14. "Broke" – 0:45
15. "Sucker" – 3:31
16. "Underneath the Surface" – 26:19

## Créditos
- Kurt Brecht – Voz
- Spike Cassidy – Guitarra
- Chumly Porter – Bajo
- Rob Rampy – Batería